# Mark Burton
Mark Burton (Wellington, 18 maggio 1974) è un ex calciatore neozelandese, di ruolo centrocampista.